# Manuel Pablo
Manuel Pablo García Díaz dit Manuel Pablo, né le 25 janvier 1976 à Arucas, est un footballeur international espagnol qui évolue au poste d'arrière latéral au Deportivo La Corogne. Il met un terme à sa carrière le 7 juillet 2016. Il rejoint la direction sportive du Deportivo.

## Carrière
- 1996-1998 : UD Las Palmas (Espagne).
- 1998-actuellement : Deportivo La Corogne (Espagne)[1],[2].

## Palmarès
- Champion d'Espagne : 2000 (Deportivo La Corogne).
- Coupe d'Espagne : 2002 (Deportivo La Corogne).
- Supercoupe d'Espagne : 2000, 2002 (Deportivo La Corogne).
- Champion d'Espagne de D2 : 2012 (Deportivo La Corogne).